# 勝部修
勝部 修（かつべ おさむ、1950年（昭和25年）7月4日 - ）は、日本の政治家。元岩手県一関市長（3期）。

## 略歴
- 1950年7月4日 - 岩手県東磐井郡東山町に生まれる。
- 1969年 - 岩手県立大東高等学校卒業。
- 1973年 - 亜細亜大学法学部法律学科卒業。
- 1974年 - 岩手県職員として採用される。
- 1986年 - 広聴広報課報道主査（県政記者クラブ）。
- 1989年 - 港湾振興主査。
- 1992年 - 世界アルペンスキー選手権大会組織委員会出向。
- 1995年 - 科学技術振興室長補佐。
- 1997年 - 情報科学課長補佐。
- 1999年 - 企業立地推進監。
- 2001年 - 企業立地推進課長。
- 2002年 - 大船渡地方振興局企画総務部長。
- 2003年 - 総合雇用対策監。
- 2005年 - 総合雇用対策局参事、ジョブカフェいわてセンター長。
- 2006年 - 総合雇用対策局長。
- 2007年 - 総合政策室長。
- 2008年 - 岩手県企画理事兼県南広域振興局長。
- 2009年7月 - 退職。
- 2009年10月4日 - 一関市長に初当選。
- 2009年10月9日 - 一関市長に就任。
- 2021年10月8日 - 一関市長を退任（3期満了）。
- 2022年11月 - 一関市市勢功労者表彰（自治功労）[2]。
- 2023年6月 - 公益財団法人岩手県南技術研究センター理事長を退任[3]
- 2023年11月3日 - 旭日小綬章受章[4]。

### 一関市長選挙
2009年10月2日、任期満了に伴う一関市長選挙に無所属で立候補。当時全国最高齢市長だった浅井東兵衛が引退したこの選挙には、他に新人2人が立候補した。勝部はこの選挙で、「経験を基に雇用対策に最善を尽くし、市のサービス力を向上させる」と強調した。10月9日、投開票が実施され、勝部は他の2人を大差で下し、初めての当選を果たした。2013年の市長選挙は無投票当選で再選、2017年の市長選挙でも無投票で三選された。2021年の市長選挙には出馬せず任期満了を持って退任した。
一関市長選挙開票結果
2009年（平成21年）10月9日（投票率 : 70.42％）
| 当落 | 得票数             | 得票率                | 候補者                   | 党派（推薦）                            | 年齢     | 新旧 |
| ---- | ------------------ | --------------------- | ------------------------ | --------------------------------------- | -------- | ---- |
| ○    | 55,222 6,526 5,479 | 82.14％ 9.70％ 8.15％ | 勝部修 山下政治 伊東福住 | 無所属（民主県連、自民県連推薦） 無所属 | 59 70 77 | 新人 |

## 政策
自身のホームページに、「政策の3本柱…3つの「きょうせい」」として、「競生」「共生」「協生」を掲げている。また、具体的な政策として、「「中東北」の拠点都市一関の形成」や「内陸地震からの復興と教訓を生かしたまちづくり」など10項目を掲げている。

## 人物
- 妻と2人の息子がいる。
- 趣味は小石集め。
- 剣道三段の段位をもつ。クロスカントリースキーもしている。
- 2010年6月17日より、「還暦を迎えるの機に」Twitter（現在のX）を始めた[7]。しかし翌2011年9月3日を最後に投稿が途絶えている[8]。